# Trait du Nord
Das Trait du Nord ist ein französisches Arbeitspferd. Es stammt vor allem von niederländischen und belgischen Kaltblütern sowie Ardennern ab. Seit dem Jahr 1919 gibt es ein Stutbuch.
Hintergrundinformationen zur Pferdebewertung und -zucht finden sich unter: Exterieur, Interieur und Pferdezucht.

## Exterieur
Das Trait du Nord ist dem Ardenner ähnlich, allerdings schwerer und größer. Es ist ein besonders kräftiges, schweres (mittleres Gewicht 1000 kg) Zugpferd mit schwerem Kopf, kurzem und massigen Hals und mächtiger Vorderhand. Die Kruppe ist stark und abfallend mit niedrig angesetztem Schweif. Es misst eine Größe von etwa 160–170 cm. Die meisten Pferde sind Braune, Füchse, häufig kommt Stichelhaar vor.

## Interieur
Das Trait du Nord hat einen raumgreifenden, energischen Schritt und Trab. Es hat energisches Temperament, ist gutartig und lernwillig. 

## Zuchtgeschichte
Ursprünglich wurde es hauptsächlich in der Landwirtschaft eingesetzt, heute für die Produktion von Schlachtfohlen.